# Alexander Petersson
Alexander Petersson (lettisch Aleksandrs Pētersons; * 2. Juli 1980 in Riga, Lettische SSR, Sowjetunion) ist ein ehemaliger lettisch-isländischer Handballspieler, der in der deutschen Bundesliga aktiv war.

## Werdegang

### Verein
Petersson ist 1,86 m groß und wiegt 90 kg. Der Linkshänder spielte meist im rechten Rückraum und seltener auf der Position Rechtsaußen.
Er spielte bis 1998 in Riga, anschließend bis 2003 bei KR Grótta in Island, bis 2005 bei der HSG Düsseldorf, bis 2007 beim TV Großwallstadt und anschließend bis 2010 bei der SG Flensburg-Handewitt. Anschließend war er für die Füchse Berlin aktiv. Ab der Saison 2012/13 spielte er für die Rhein-Neckar Löwen. In seiner ersten Saison gewann er mit den Löwen den EHF-Pokal 2012/13. Nach zwei Vizemeisterschaften wurde er mit dem Team in den Saisons 2015/16 und 2016/17 Deutscher Meister und 2018 DHB-Pokalsieger. In den Jahren 2016 bis 2018 gewannen Petersson und die Löwen zusätzlich auch den DHB-Supercup.
Im Januar 2021 kehrte Petersson zur SG Flensburg-Handewitt zurück. Ab dem Sommer 2021 stand er beim Bundesligisten MT Melsungen unter Vertrag. Am 13. November 2021 bestritt er gegen den TVB 1898 Stuttgart sein 500. Spiel in der Bundesliga. Nach der Saison 2021/22 beendete er zunächst seine Karriere.
Im Juli 2023 unterzeichnete er einen Einjahresvertrag bei Valur Reykjavík. Valur und Petersson gewannen in dieser Saison den isländischen Pokal und den EHF European Cup. Im November 2023 wurde er für einen Monat an dem katarischen Verein Al-Arabi ausgeliehen. Nachdem Petersson in der Saison 2024/25 für Valur aufgelaufen war, beendete er seine Karriere.

### Nationalmannschaft
Für die isländische Nationalmannschaft hat er 186 Länderspiele bestritten, in denen er 725 Tore erzielte. Für die lettische Männer-Handballnationalmannschaft absolvierte er 40 Länderspiele.
Bei der Weltmeisterschaft 2007 in Deutschland belegte Petersson mit Island den achten Platz und war in den Top Ten der besten Torschützen. Er trug zum größten Erfolg der Isländer, dem Gewinn der Silbermedaille bei den Olympischen Spielen 2008, bei. Bei der Europameisterschaft 2010 gewann er mit der Nationalmannschaft die Bronzemedaille. Als bester Rechtsaußen wurde er bei der Weltmeisterschaft 2011 in das „All-Star-Team“ gewählt. Bei den Olympischen Spielen 2012 in London gewann er mit Island die Vorrundengruppe A verlustpunktfrei, scheiterte aber im Viertelfinale knapp an Ungarn.
Der isländische Handballverband HSI zeichnete ihn im Jahr 2010 als Handballer des Jahres aus.

### Trainertätigkeit
Petersson ist seit August 2025 als Co-Trainer der lettischen Nationalmannschaft tätig.

## Erfolge
- Deutscher Meister 2015/16 und 2016/17
- DHB-Supercup 2016, 2017 und 2018
- DHB-Pokal 2018
- Sieger des EHF Europa Pokals 2013
- Sieger des EHF European Cup der Männer 2023/24 mit Valur
- Aufstieg in die 1. Bundesliga 2004
- 4. Platz Champions League 2011/12
- 7. Platz bei der Europameisterschaft 2006
- 8. Platz bei der Weltmeisterschaft 2007
- Silbermedaille bei den Olympischen Spielen 2008
- 3. Platz bei der Europameisterschaft 2010
- 6. Platz bei der Weltmeisterschaft 2011, Berufung ins All-Star-Team
- Handballer des Jahres 2010 in Island

## Bundesligabilanz
| Saison    | Verein                 | Spielklasse | Spiele | Tore | 7-Meter | Feldtore |
| --------- | ---------------------- | ----------- | ------ | ---- | ------- | -------- |
| 2004/05   | HSG Düsseldorf         | Bundesliga  | 32     | 154  | 0       | 154      |
| 2005/06   | TV Großwallstadt       | Bundesliga  | 29     | 139  | 26      | 113      |
| 2006/07   | TV Großwallstadt       | Bundesliga  | 31     | 188  | 25      | 163      |
| 2007/08   | SG Flensburg-Handewitt | Bundesliga  | 29     | 111  | 0       | 111      |
| 2008/09   | SG Flensburg-Handewitt | Bundesliga  | 10     | 28   | 1       | 27       |
| 2009/10   | SG Flensburg-Handewitt | Bundesliga  | 34     | 84   | 0       | 84       |
| 2010/11   | Füchse Berlin          | Bundesliga  | 33     | 119  | 0       | 119      |
| 2011/12   | Füchse Berlin          | Bundesliga  | 28     | 96   | 0       | 96       |
| 2012/13   | Rhein-Neckar Löwen     | Bundesliga  | 33     | 142  | 0       | 142      |
| 2013/14   | Rhein-Neckar Löwen     | Bundesliga  | 26     | 90   | 0       | 90       |
| 2014/15   | Rhein-Neckar Löwen     | Bundesliga  | 30     | 118  | 0       | 118      |
| 2015/16   | Rhein-Neckar Löwen     | Bundesliga  | 32     | 87   | 0       | 87       |
| 2016/17   | Rhein-Neckar Löwen     | Bundesliga  | 34     | 116  | 0       | 116      |
| 2017/18   | Rhein-Neckar Löwen     | Bundesliga  | 33     | 82   | 0       | 82       |
| 2018/19   | Rhein-Neckar Löwen     | Bundesliga  | 27     | 94   | 0       | 94       |
| 2019/20   | Rhein-Neckar Löwen     | Bundesliga  | 22     | 47   | 0       | 47       |
| 2020/21   | Rhein-Neckar Löwen     | Bundesliga  | 11     | 21   | 0       | 21       |
| 2020/21   | SG Flensburg-Handewitt | Bundesliga  | 15     | 10   | 0       | 10       |
| 2021/22   | MT Melsungen           | Bundesliga  | 33     | 35   | 0       | 35       |
| 2004–2022 | gesamt                 | Bundesliga  | 522    | 1757 | 52      | 1705     |

## Persönliches
Petersson hat keine isländischen Vorfahren. Seinen Nachnamen führt er auf schwedische Herkunft zurück. Petersson ist mit der 13-maligen isländischen Handballnationalspielerin Eivor Pála Blöndal verheiratet. Ihr gemeinsamer Sohn Lúkas (* 2004) ist Fußballspieler.